# Tolkien Ensemble
Het Tolkien Ensemble (gesticht in 1995) is een Deens muziekensemble dat als doel heeft "de eerste volledige muzikale interpretatie van de gedichten en liederen uit de trilogie In de Ban van de Ring tot stand te brengen". Zij brachten vier cd's uit van 1997 tot 2005, waarop alle gedichten en liederen uit The Lord of the Rings met muziek staan. Dit project werd goedgekeurd door zowel de familie Tolkien en HarperCollins Publishers. Koningin Margrethe II van Denemarken gaf haar toestemming om haar illustraties voor de cd te gebruiken.
Permanente leden zijn: Caspar Reiff en Peter Hal (compositie, zang en gitaar), Signe Asmussen (zang), Öyvind Ougaard (accordeon), Katja Nielsen (contrabas) en Morten Ryelund Sørensen (viool).
Het Ensemble heeft getoerd door Europa in 2007. Daar hebben ze hun eigen werk gecombineerd met soundtracks van Howard Shore van de filmtrilogie net als live extra's door Christopher Lee.

## Discografie
- An Evening in Rivendell (1997)
Malene Nordtorp, Ole Jegindø Norup, Mads Thiemann, Morten Ernst Lassen, Commotio-Kvartetten choir, Polkageist.
- A Night in Rivendell (2000)
Ulrik Cold, Kurt Ravn, Povl Dissing, Mads Thiemann, Morten Ernst Lassen, The Chamber Choir Hymnia.
- At Dawn in Rivendell (2002)
Kurt Ravn, Morten Ernst Lassen, Peter Hall, Tom McEwan, Caspar Reiff, the Copenhagen Chamber Choir Camerata, Copenhagen Young Strings. Recitation by Christopher Lee.
- Leaving Rivendell (2005)
Jørgen Ditlevsen, Kurt Ravn, Nick Keir, the Danish National Chamber Choir/DR, the Danish Radio Sinfonietta/DR. Recitation by Christopher Lee.

- Complete Songs & Poems (2006)
Dit is een compilatie van de vorige CD's. De meewerkende solisten werden hierboven vermeld.